# Токаркі
Токаркі (пол. Tokarki) — село в Польщі, у гміні Казімеж-Біскупи Конінського повіту Великопольського воєводства.
Населення — 278 осіб (2011).
У 1975-1998 роках село належало до Конінського воєводства.

## Демографія
Демографічна структура станом на 31 березня 2011 року:
|          | Загалом | Допрацездатний вік | Працездатний вік | Постпрацездатний вік |
| -------- | ------- | ------------------ | ---------------- | -------------------- |
| Чоловіки | 143     | 34                 | 95               | 14                   |
| Жінки    | 135     | 29                 | 70               | 36                   |
| Разом    | 278     | 63                 | 165              | 50                   |